# 玉力道栄来
玉力道 栄来（たまりきどう ひでき、1974年4月19日 - ）は、東京都江戸川区出身で片男波部屋に所属した元大相撲力士。元在日本大韓民国民団（民団）所属の在日韓国人（3世）である。韓国籍時代の本籍地は、大韓民国大邱広域市。本名は安本 栄来（やすもと ひでき）、韓国名趙 榮來（チョ・ヨンレ、조영래）。現役時代の体格は184cm、139kg。得意手は諸差し、右四つ、寄り、上手投げ。時折掛け投げも見せた。最高位は東前頭8枚目（2003年5月場所）。血液型はB型。現在は、年寄・10代松ヶ根として放駒部屋で後進の指導に当たっている。

## 来歴
建設会社の次男。明治大学付属中野中学校・高等学校を経て明治大学に進学。明大中野中時代は2学年先輩に花田光司（貴乃花）がいた。明治大学では同級生となる富永丈喜（武雄山）、3年後輩となる竹内雅人（雅山）らと共に、全国大会で活躍し、1996年の全日本相撲選手権大会の個人戦では当時の幕下付出基準を満たす実績となる3位入賞を果たした。大学時代は明治大学の看板と言われる商学部に在籍し、学業にも真面目に取り組んでいたという。大学卒業後、同胞の先人である力道山と玉の海の名を取った、「玉力道栄来（ひでき）」という四股名で片男波部屋に入門。1997年3月場所にて、幕下付出で初土俵を踏んだ。順調に番付を上げて行き、1999年9月場所で玉ノ洋と共に新十両に昇進した。同部屋力士の同時十両昇進は1993年1月場所の朝乃若、朝乃涛以来6年ぶりの事例であった。
十両昇進が確定すると在日本大韓民国民団中央本部を表敬訪問し、当時の中央団長である辛容祥から「在日韓国人の関取誕生は非常にめでたいこと」、「健康に気を付けて良い相撲を見せてほしい」と激励された。
一度は幕下に陥落したが、1場所で十両に復帰すると十両に定着し、2001年1月場所で新入幕を果たした。暫く十両と幕内を往復する生活が続いたが、2003年に一度は幕内に定着した。しかし同年11月場所に左膝を故障し、無理をして出場したため却って状態が悪化してしまい本来の相撲が取れなくなり幕下まで陥落した。休場が続き、一時は西三段目80枚目まで番付を落とした。怪我が快方に向かうとともに一気に幕下まで番付を戻し、2006年1月場所では東幕下5枚目まで番付を戻し4勝3敗と勝ち越した。十両から陥落する力士も多かったため、翌3月場所の十両復帰が決定した。
その後は十両に定着していたが、2007年7月場所では境澤戦で右膝を痛め途中休場。この場所は再出場し何とか十両に残留したものの、翌9月場所にまたも境澤との対戦で膝を痛め、この影響から西十両12枚目で3勝12敗と大きく負け越して幕下へ陥落した。
幕下へ陥落してからは4場所連続して3勝4敗の成績で、2008年7月場所では5勝2敗と7場所ぶりに勝ち越しを決めたもののそれ以降は幕下中位以下に低迷した。2009年に日本国籍を取得。2010年1月場所を最後に引退し、年寄・荒磯を襲名した（これにより、年寄株の空き株がなくなった）。2013年6月25日、先代の退職により空き名跡となっていた二所ノ関を取得し、名跡変更。
2014年11月24日付で松ヶ根部屋に移籍。12月1日に松ヶ根部屋が二所ノ関部屋へと改称される関係で9代松ヶ根（元大関・若嶋津）と名跡交換を行い、10代松ヶ根を襲名した。2021年12月24日に二所ノ関部屋が再度改称されたため、放駒部屋所属に変更となった。
2020年8月7日、相撲協会は松ヶ根に2019新型コロナウイルス感染症の陽性反応が出たことが確認されたと発表した。松ヶ根は7月場所中は所属する二所ノ関部屋には通っておらず、墨田区保健所の調査により、全協会員及び国技館内に濃厚接触者に該当する者はいなかったことも判明した。その後、同月13日に都内の医療機関から退院したことが14日に発表された。新弟子のスカウトなどで外出や面談を行うときの対応として6日にPCR検査を受けたところ、陽性と判明しての入院であった。ウイルス量は低値で発熱などの症状は無かったという。

## 新型コロナウイルス対応ガイドライン違反
2020年9月12日、日本相撲協会は協会の新型コロナウイルス対策ガイドラインに違反したため、松ヶ根を9月場所は自宅謹慎させることを発表した。この謹慎は暫定的な措置であり、今後、協会コンプライアンス委員会（青沼隆之委員長＝元名古屋高検検事長）などが調査し、理事会で処分を協議される。
この時点では詳細不明ではあるが、8月31日以降に禁じられていた不要不急の外出をしたためであるという。
芝田山広報部長は「部屋付きでも部屋に稽古を見に行くから部屋に持ち込む可能性がある。１度陽性反応が出ているんだから自覚しないといけない。浅はか過ぎる。何のための講習会なのか。処分が出るまで謹慎」と厳しく断じ、尾車事業部長は「協会員が1つになってやっていかないといけない大事なときに軽はずみな行動を親方が取ってしまうことは本当に残念だし、悔しく思う」と話している。
10月1日の協会理事会で、けん責処分が決定した。協会コンプライアンス委員会調査によると、協会が原則外出禁止としていた8月31以降、9月5日から10日までの間に少なくとも4度、家族との外食など不要不急の外出を繰り返したという。同委員会は「部屋付きとはいえ、年寄として、自らを律して弟子たちの模範たるべき立場にありながら、家族との近場への外出ならば問題ないなどという身勝手で浅はかな考えの下、不要不急の外出を繰り返していた」「寛大な処分をもって臨むのでは他の協会員らへの示しがつかない」としてけん責の処分意見を八角理事長に答申していた。

## 通算成績
- 通算戦績：376勝354敗120休 勝率.515
- 幕内戦績：65勝93敗7休 勝率.411
- 現役在位：78場所
- 幕内在位：11場所
- 各段優勝
  - 十両優勝：1回（2002年9月場所）
  - 三段目優勝：1回（2005年3月場所）

## 場所別成績
| | 一月場所 初場所（東京） | 三月場所 春場所（大阪） | 五月場所 夏場所（東京）  | 七月場所 名古屋場所（愛知） | 九月場所 秋場所（東京） | 十一月場所 九州場所（福岡） |
| --- | ----------------------- | ----------------------- | ------------------------ | --------------------------- | ----------------------- | --------------------------- |
| 1997年 （平成9年） | x                       | 幕下付出60枚目 6–1      | 東幕下31枚目 0–1–6       | 東三段目6枚目 5–2           | 西幕下45枚目 6–1        | 東幕下21枚目 6–1            |
| 1998年 （平成10年） | 東幕下8枚目 3–4         | 西幕下14枚目 4–3        | 西幕下11枚目 3–4         | 東幕下18枚目 5–2            | 西幕下10枚目 5–2        | 西幕下4枚目 2–5             |
| 1999年 （平成11年） | 東幕下17枚目 4–3        | 東幕下13枚目 4–3        | 東幕下10枚目 5–2         | 西幕下3枚目 5–2             | 西十両12枚目 7–8        | 東十両13枚目 6–9            |
| 2000年 （平成12年） | 西幕下筆頭 6–1          | 東十両10枚目 9–6        | 西十両4枚目 休場 0–0–15  | 西十両4枚目 9–6             | 東十両3枚目 7–8         | 西十両5枚目 10–5            |
| 2001年 （平成13年） | 西前頭13枚目 6–9        | 東十両筆頭 0–3–12       | 東十両13枚目 休場 0–0–15 | 東十両13枚目 9–6            | 東十両9枚目 12–3        | 東前頭15枚目 8–7            |
| 2002年 （平成14年） | 西前頭10枚目 4–11       | 東前頭15枚目 4–11       | 東十両5枚目 8–5–2        | 西十両4枚目 休場 0–0–15     | 西十両4枚目 優勝 11–4   | 東前頭13枚目 6–9            |
| 2003年 （平成15年） | 東前頭15枚目 8–7        | 西前頭11枚目 8–7        | 東前頭8枚目 7–8          | 西前頭8枚目 6–9             | 西前頭11枚目 6–9        | 東前頭15枚目 2–6–7          |
| 2004年 （平成16年） | 西十両7枚目 休場 0–0–15 | 西十両7枚目 7–8         | 東十両8枚目 1–3–11       | 東幕下5枚目 0–4–3           | 西幕下40枚目 休場 0–0–7 | 西三段目20枚目 休場 0–0–7   |
| 2005年 （平成17年） | 西三段目80枚目 6–1      | 西三段目22枚目 優勝 7–0 | 西幕下15枚目 3–4         | 東幕下21枚目 3–4            | 東幕下30枚目 6–1        | 東幕下12枚目 5–2            |
| 2006年 （平成18年） | 東幕下5枚目 4–3         | 西十両14枚目 9–6        | 東十両11枚目 7–8         | 西十両11枚目 8–7            | 西十両7枚目 8–7         | 西十両4枚目 7–8             |
| 2007年 （平成19年） | 東十両5枚目 4–11        | 西十両12枚目 8–7        | 東十両10枚目 8–7         | 東十両7枚目 5–7–3           | 東十両12枚目 3–12       | 東幕下6枚目 3–4             |
| 2008年 （平成20年） | 西幕下10枚目 3–4        | 西幕下15枚目 3–4        | 西幕下20枚目 3–4         | 東幕下27枚目 5–2            | 東幕下18枚目 2–5        | 東幕下34枚目 1–6            |
| 2009年 （平成21年） | 西三段目4枚目 6–1       | 西幕下31枚目 4–3        | 東幕下25枚目 3–4         | 東幕下32枚目 3–4            | 西幕下39枚目 4–3        | 東幕下33枚目 4–1–2          |
| 2010年 （平成22年） | 西幕下27枚目 引退 1–6–0 | x                       | x                        | x                           | x                       | x                           |
| 各欄の数字は、「勝ち-負け-休場」を示す。 優勝 引退 休場 十両 幕下 三賞：敢=敢闘賞、殊=殊勲賞、技=技能賞 その他：★=金星 番付階級：幕内 - 十両 - 幕下 - 三段目 - 序二段 - 序ノ口 幕内序列：横綱 - 大関 - 関脇 - 小結 - 前頭（「#数字」は各位内の序列） |                         |                         |                          |                             |                         |                             |

### 幕内対戦成績
| 力士名   | 勝数 | 負数 | 力士名   | 勝数 | 負数 | 力士名   | 勝数 | 負数 | 力士名   | 勝数 | 負数 |
| -------- | ---- | ---- | -------- | ---- | ---- | -------- | ---- | ---- | -------- | ---- | ---- |
| 蒼樹山   | 3    | 0    | 安芸乃島 | 1    | 4    | 朝青龍   | 0    | 1    | 朝赤龍   | 2    | 1    |
| 朝乃若   | 2    | 3    | 安美錦   | 1    | 3    | 岩木山   | 2    | 1    | 潮丸     | 1    | 1    |
| 皇司     | 3    | 3    | 小城錦   | 0    | 2    | 海鵬     | 0    | 2    | 垣添     | 1    | 0    |
| 春日王   | 3    | 1    | 春日錦   | 1    | 2(1) | 旭鷲山   | 1    | 4    | 旭天鵬   | 1    | 0    |
| 金開山   | 1    | 2    | 光法     | 1    | 1    | 五城楼   | 2    | 1    | 琴ノ若   | 1    | 4    |
| 琴龍     | 2    | 1    | 霜鳥     | 2    | 3    | 十文字   | 2    | 5    | 大至     | 1    | 0    |
| 大善     | 2    | 0    | 貴闘力   | 0    | 1    | 隆の鶴   | 1    | 1    | 貴ノ浪   | 0    | 1    |
| 隆乃若   | 0    | 1    | 高見盛   | 1    | 0    | 千代天山 | 0    | 2    | 出島     | 2    | 1    |
| 闘牙     | 0    | 4    | 時津海   | 0    | 2    | 土佐ノ海 | 0    | 1    | 栃栄     | 3    | 2    |
| 栃乃花   | 1    | 3    | 豊桜     | 1    | 0    | 濵錦     | 1    | 1    | 追風海   | 0    | 1    |
| 肥後ノ海 | 1    | 1    | 武雄山   | 2    | 4    | 北勝力   | 0    | 3    | 湊富士   | 1    | 0    |
| 雅山     | 0    | 1    | 燁司     | 1    | 2    | 若光翔   | 0    | 1    | 和歌乃山 | 1    | 4    |

## 四股名変遷
- 玉力道 栄来（たまりきどう ひでき）1997年3月場所 - 2010年1月場所

## 年寄名変遷
- 荒磯 栄来（あらいそ ひでき）2010年1月22日 - 2013年6月25日
- 二所ノ関 栄来（にしょのせき -）2013年6月25日 - 2014年11月30日
- 松ヶ根 栄来（まつがね -）2014年12月1日 -